# Sean McMullen
Sean Christopher McMullen (n. miezul nopții 21 decembrie 1948, Sale, Victoria) este un autor australian de science-fiction și fantasy.

### Romane
Greatwinter
- Souls in the Great Machine (1999,o versiune rescrisă a Voices in the Light și Mirrorsun Rising)
- The Miocene Arrow (2000)
- Eyes of the Calculor (2001)

The Moonworlds Saga
- Voyage of the Shadowmoon (2002)
- Glass Dragons (2004)
- Voidfarer (2006)
- The Time Engine (2008)

Alte romane
- Voices in the Light (1994)
- Mirrorsun Rising (1995)
- The Centurion's Empire (1998)
- The Ancient Hero (2004, parte a Quentaris Chronicles)
- Before the Storm (2007)

### Colecții
- Call to the Edge (1992)
- Walking To The Moon (2007)

### Non-ficțiune
- The MUP Encyclopaedia of Australian Science Fiction & Fantasy (1998, editor asistent cu Paul Collins)[3]
- Strange Constellations: A History of Australian Science Fiction (1999 cu Russell Blackford și Van Ikin)

### Ficțiune scurtă
- "At the Focus" (1986 cu Paul Collins) în Eidolon Spring 1990 (ed. Jeremy G. Byrne)
- "The Deciad" (1986) în Call to the Edge
- "The Colors of the Masters" (1988) în The Magazine of Fantasy & Science Fiction martie 1988 (ed. Edward L. Ferman)
- "While the Gate Is Open" (1990) în The Magazine of Fantasy & Science Fiction februarie 1990 (ed. Edward L. Ferman)
- "Alone in His Chariot" (1991) în Eidolon vara 1991 (ed. Jeremy G. Byrne)
- "The Dominant Style" (1991) în Aurealis #4 (ed. Stephen Higgins, Dirk Strasser)
- "The Eyes of the Green Lancer" (1992) în Call to the Edge
- "Destroyer of Illusions" (1992) în Call to the Edge
- "The Porphyric Plague" (1992) în Intimate Armageddons (ed. Bill Congreve)
- "Pax Romana" (1992) în Call to the Edge
- "The Devils of Langenhagen" (1992) în Call to the Edge
- "An Empty Wheelhouse" (1992) în Analog Science Fiction and Fact ianuarie 1992 (ed. Stanley Schmidt)
- "Souls in the Great Machine" (1992) în Universe 2 (ed. Karen Haber, Robert Silverberg)
- "The Glasken Chronicles" (1992) în Eidolon toamna 1992 (ed. Jeremy G. Byrne)
- "Pacing the Nightmare" (1992) în Interzone mai 1992 (ed. David Pringle, Lee Montgomerie)
- "A Greater Vision" (1992) în Analog Science Fiction and Fact oct. 1992 (ed. Stanley Schmidt)
- "The Way to Greece" (1993) în Eidolon iarnă 1993 (ed. Jeremy G. Byrne, Jonathan Strahan)
- "Charon's Anchor" (1993) în Aurealis #12 (ed. Stephen Higgins, Dirk Strasser)
- "The Miocene Arrow" (1994) în Alien Shores: An Anthology of Australian Science Fiction (ed. Peter McNamara, Margaret Winch)
- "The Blondefire Genome" (1994) în The Lottery: Nine Science Fiction Stories (ed. Lucy Sussex)
- "A Ring of Green Fire" (1994) în Interzone noiembrie 1994 (ed. David Pringle, Lee Montgomerie)
- "Lucky Jonglar" (1996) în Dream Weavers (ed. Paul Collins)
- "The Weakest Link" (1996, scrisă sub pseudonimul Roger Wilcox) în Dream Weavers (ed. Paul Collins)
- "Slow Famine" (1996) în Interzone mai 1996 (ed. David Pringle)
- "Queen of Soulmates" (1998) în Dreaming Down-Under (ed. Jack Dann, Janeen Webb)
- "Chronicler" (1998) în Fantastic Worlds (ed. Paul Collins)
- "Rule of the People" (1998) în Aurealis #20/21, (ed. Stephen Higgins, Dirk Strasser)
- "Souls in the Great machine" (1999) un extras din The Centurion's Empire
- "New Words of Power" (1999) în Interzone august 1999 (ed. David Pringle)
- "Colours of the Soul" (2000) în Interzone februarie 2000 (ed. David Pringle)
- "Unthinkable" (2000) în Analog Science Fiction and Fact iunie 2000 (ed. Stanley Schmidt)
- "Mask of Terminus" (2000) în Analog Science Fiction and Fact octombrie 2000 (ed. Stanley Schmidt)
- "Voice of Steel" (2001)
- "Tower of Wings" (2001) în Analog Science Fiction and Fact decembrie 2001 (ed. Stanley Schmidt)
- "SVYAGATOR" (2002) în Andromeda Spaceways Inflight Magazine #3 (ed. Ian Nichols)
- "Walk to the Full Moon" (2002) în The Magazine of Fantasy & Science Fiction decembrie 2002 (ed. Gordon Van Gelder)
- "The Cascade" (2004) în Agog! Smashing Stories (ed. Cat Sparks)
  - ro.: „Cascada”  în Almanah 2009 (Sci-Fi Magazin), traducere Mirela Oniciuc
- "The Empire of the Willing" (2005) în Future Washington (ed. Ernest Lilley)
- "The Engines of Arcadia" (2006) în Futureshocks (ed. Lou Anders)
- "The Twilight Year" (2008) în The Magazine of Fantasy & Science Fiction ianuarie 2008 (ed. Gordon Van Gelder)
- "The Constant Past" (2008) în Dreaming Again (ed. Jack Dann)
- "The Spiral Briar" (2009) în The Magazine of Fantasy & Science Fiction aprilie–mai 2009 (ed. Gordon Van Gelder)
- "The Art of the Dragon" (2009) în The Magazine of Fantasy & Science Fiction august–septembrie 2009 (ed. Gordon Van Gelder)

### Essee
- Beyond Our Shores (1990) în Eidolon Winter 1990
- The High Brick Wall (1990) în Eidolon Spring 1990 (ed. Jeremy G. Byrne)
- Not In Print but Worth Millions (1991) în Eidolon Winter 1991 (ed. Jeremy G. Byrne)
- Book Review (1991) în Aurealis #5 (ed. Stephen Higgins, Dirk Strasser)
- Going Commercial and Becoming Professional (1991) in Eidolon Spring 1991 (ed. Jeremy G. Byrne)
- Australian SF Art Turns 50 (1992) in Eidolon Summer 1992 (ed. Jonathan Strahan, Jeremy G. Byrne)
- Far from Void: The History of Australian SF Magazines (1992) in Aurealis #7 (ed. Stephen Higgins, Dirk Strasser)
- Skirting the Frontier (1992) in Eidolon Autumn 1992 (ed. Jeremy G. Byrne)
- Showcase or Leading Edge: Australian SF Anthologies 1968-1990 (1992) in Aurealis #9, (ed. Stephen Higgins, Dirk Strasser)
- From Science Fantasy to Galileo (1992) in Eidolon Spring 1992 (ed. Jeremy G. Byrne, Jonathan Strahan)
- Australian Content: The State of Quarantine (1993) in Eidolon Summer 1993 (ed. Jeremy G. Byrne, Jonathan Strahan)
- Australian Content: Suffering for Someone Else's Art (1993) in Eidolon Autumn 1993 (ed. Jonathan Strahan, Jeremy G. Byrne)
- Protection, Liberation and the Cold, Dangerous Universe: The Great Australian SF Renaissance (1993) in Aurealis #11, (ed. Stephen Higgins, Dirk Strasser)
- No Science Fiction Please, We're Australian (1993) in Eidolon Winter 1993 (ed. Jeremy G. Byrne, Jonathan Strahan)
- The Quest for Australian Fantasy (1994, with Steven Paulsen) in Aurealis #13, (ed. Stephen Higgins, Dirk Strasser)
- Australian Content: The Great Transition (1994) in Eidolon Winter 1994 (ed. Jonathan Strahan, Jeremy G. Byrne)
- The Hunt for Australian Horror Fiction (1994, with Steven Paulsen) in Aurealis #14 (ed. Stephen Higgins, Dirk Strasser)
- A History of Australian Horror (1995, with Bill Congreve and Steve Paulsen) in Bonescribes: Year's Best Australian Horror: 1995 (ed. Bill Congreve, Robert Hood)
- SF in Australia (1995, with Terry Dowling) in Locus January 1995 (ed. Charles N. Brown)
- Australian Content: Recognition Australian Style (1995) in Eidolon Summer 1995 (ed. Jeremy G. Byrne)
- Australia: Australian Contemporary Fantasy (1997, with Steven Paulsen)
- George Turner and the Nova Mob (1997) in Eidolon, Issue 25/26 Spring 1997 (ed. Jonathan Strahan, Jeremy G. Byrne, Richard Scriven)
- The Road to 1996 (1998, cu Terry Dowling) in Nebula Awards 32 (ed. Jack Dann)
- The British Benchmark (1999) in Interzone August 1999 (ed. David Pringle)
- Time Travel, Times Scapes, and Timescape (2000, cu Russell Blackford, Alison Goodman, Damien Broderick, Aubrey Townsend, Gregory Benford) în The New York Review of Science Fiction August 2000, (ed. Kathryn Cramer, David G. Hartwell, Kevin J. Maroney)
- 25 (Celebrating 25 Years of Interzone) (2007) în Interzone sept.–oct 2007 (ed. Andrew Hedgecock, Jetse de Vries, Andy Cox)